# Poltava
Poltava (en ucraniano: Полта́ва; TR: Pöltáva [polˈtɑwɐ]ⓘ) es una ciudad en Ucrania. Poltava se incorpora administrativamente como una ciudad de importancia regional al ser la capital de la óblast de Poltava y tiene una población de 284 879 habitantes. Es un ciudad de gran importancia para la historia de Ucrania, refiriéndose a ella a veces como el centro espiritual de Ucrania, además, en Poltava han nacido importantes figuras ucranianas, como por ejemplo Iván Kotlyarevsky o Simon Petliura. En la ciudad se libró la más famosa de las batallas de la Gran Guerra del Norte, la batalla de Poltava.

## Etimología
Según la primera mención de la ciudad, en el Códice de Hipacio, una antigua crónica de la Rus de Kiev, la ciudad tenía el nombre de «Ltava». El nombre de Poltava proviene del río Ltava, que es un afluente del Vorskla. Posteriormente se formó «Po - Ltava», donde «Po» significa en ucraniano a lo largo y «Ltava» hace referencia al río, es decir, a lo largo del río Ltava.
A principios del siglo XX, el término «Centro espiritual de Ucrania» también se usó para la ciudad, este término fue acuñado debido a las actividades de figuras prominentes del clero, la cultura, el arte e importantes monumentos eclesiásticos e históricos. Además, Poltava fue el centro más grande para el desarrollo de la cultura y educación ucranianas de la época.

## Historia
Todavía se desconoce cuándo se fundó Poltava, aunque la existencia de la ciudad no está constatada antes de 1174. Sin embargo, por razones desconocidas, las autoridades municipales decidieron celebrar el 1100 aniversario de la ciudad en 1999. El origen del asentamiento es muy antiguo, arqueólogos desenterraron una vivienda paleolítica, así como restos escitas dentro de los límites de la ciudad.
| Pertenencias históricas - Fundación: Fecha desconocida - Rus de Kiev: ?-1240 - Dinastía Jagellón: ?-1569 - República de las Dos Naciones: 1569-1648 - Hetmanato cosaco: 1648-1667 - Zarato moscovita: 1667-1721 - Imperio ruso: 1721-1917 - Ucrania: 1917-1921 - RSS de Ucrania: 1921-1991 - Ucrania: desde 1990 |

### Hetmanato cosaco

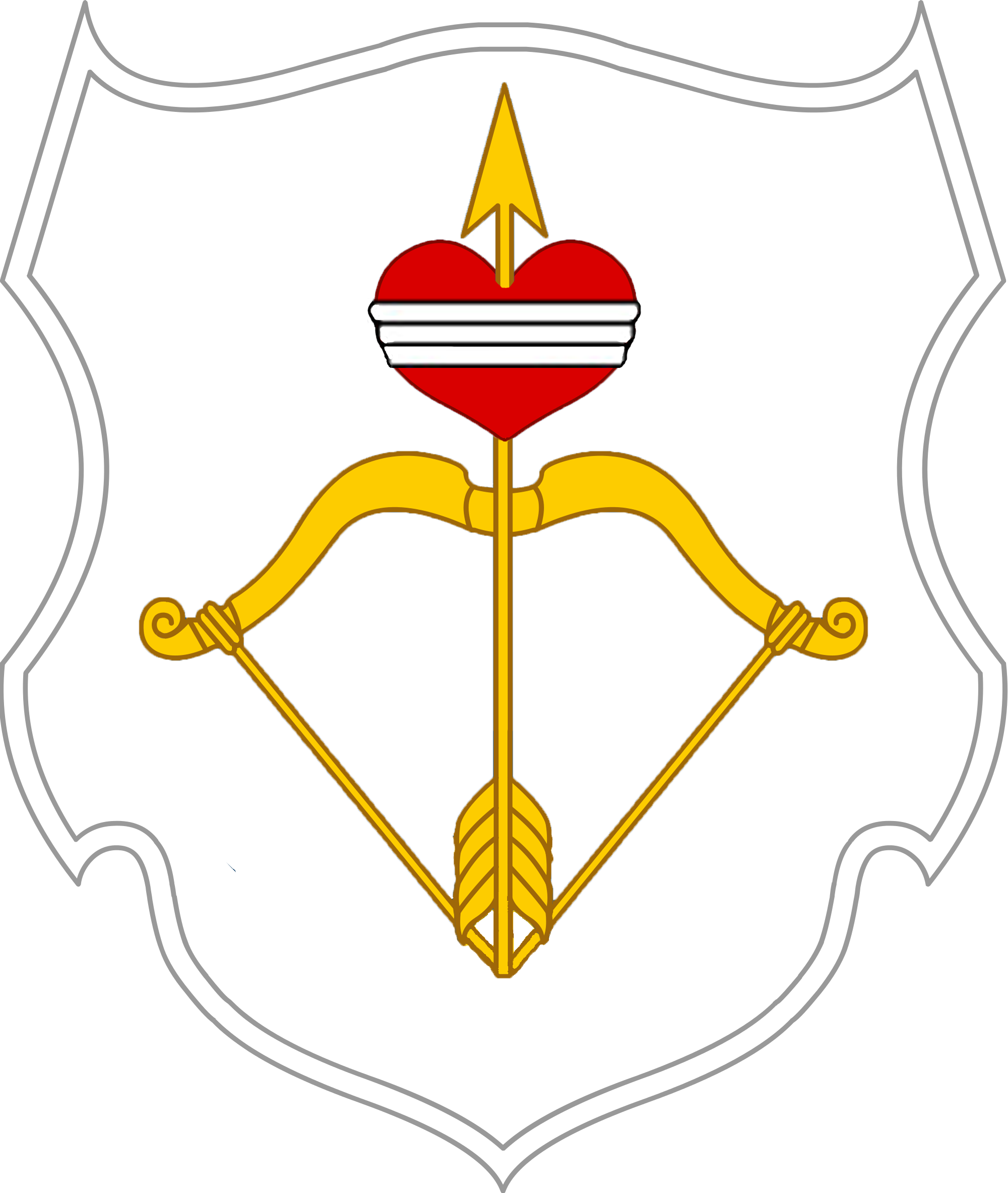
Escudo del regimiento de Poltava

La Guerra de Liberación contra los líderes de la Mancomunidad, liderada por los cosacos, convirtió Poltava hace más de 350 años en el centro administrativo-militar del Regimiento de Poltava como parte del Hetmanato cosaco. En el ascenso sociopolítico general de la orilla izquierda del Dniéper en ese momento, la ciudad se distinguió por la construcción del Monasterio de la Exaltación de la Cruz, la aparición de obras destacadas de las crónicas cosacas de S. Velychko y G. Grabianka, poemas de I. Velychkovsky. El coronel M. Pushkar, además de la victoria durante la región de Khmelnytsky, estuvo marcada por un fallido levantamiento contra I. Vyhovsky.
Una batalla tuvo lugar cerca de la ciudad en 1709, la batalla de Poltava que finalmente consolidó la ventaja estratégica de Rusia en la Gran Guerra del Norte y socavó los planes aliados de Iván Mazepa y Carlos XII. Al convertirse en parte del Imperio ruso, la provincia de Poltava se convirtió en la capital espiritual de la Pequeña Rusia, su centro étnico y nacional.

### Imperio ruso
Poltava fue visitada por importantes figuras del imperio ruso como por ejemplo Catalina II, Aleksandr Suvórov o Mijaíl Kutúzov, quien durante algún tiempo dirigió el regimiento de caballería ligera de Poltava. Una gran cantidad de viajeros famosos identificaron la ciudad como una ciudad con impecables casas encaladas y templos al estilo del barroco cosaco.
En el año 1802, la ciudad contaba con una población de 8000 habitantes y se convirtió en el centro de la provincia en el Imperio. En relación con el 100 aniversario de la batalla de Poltava, la ciudad comenzó a ser desarrollada por los mejores arquitectos del imperio. Algunas de las obras más destacadas han perdurado hasta el día de hoy, principalmente en su parte principal, por ejemplo la Plaza Redonda. En el año 1808, los colonos alemanes llegaron a la ciudad, formando una colonia alemana en las actuales calles de Skovoroda y Balakin (alemanes del mar Negro).
En el primer cuarto del siglo XIX, Iván Kotlyarevsky le dio a Ucrania su propio lenguaje literario y comenzó un nuevo estilo en la literatura ucraniana. En 1846, los intelectuales  Bilozersky, Andruzky y otros se unieron a la Hermandad de Cirilo y Metodio fundada en Kiev. Bilozersky se convirtió en el autor de la Carta de la Sociedad y Andruzky preparó «Bocetos de la Constitución de la República».
La economía local experimentó un gran crecimiento gracias al traslado en 1852 de la Feria de Elias, una de las ferias más importantes del imperio. 
En 1861 comenzó a funcionar la «Comunidad» local, entre las figuras más activas de esta: Loboda, Pilchykov, Konysky, Miloradovych y otros. Las bases educativas para la formación de Poltava como centro de vida espiritual se abrieron a mediados del siglo XIX; la escuela del condado, el gimnasio de hombres, el Instituto Poltava de Niñas Nobles, la escuela teológica en el Monasterio de la Exaltación de la Cruz, el Cuerpo de Cadetes, las escuelas de horticultura y caligrafía, así como la biblioteca pública provincial y el periódico «Poltava Provincial Gazette». A principios del año 1860 Poltava tenía 30 000 habitantes, también se abrieron un gimnasio de mujeres, una escuela diurna y 5 escuelas sabatinas y dominicales.
Poltava ocupó un lugar destacado y único en el desarrollo capitalista del Imperio ruso en la segunda mitad del siglo XIX y principios del siglo XX la ciudad no se volvió industrial, aunque a principios de 1870 tenía un ferrocarril con depósitos y talleres, y en 1889, una fundición. Sin embargo, en general, en 1914, las pequeñas empresas predominaban en el centro provincial de 60 000 habitantes.
El principal logro de Poltava fue la construcción del potencial espiritual: intelectuales como Myrnyi, Nechuy-Levytskyi y Korolenko, Dokuchaev y Vernadskyi, Vavilov y Sklifosovskyi, se establecieron o trabajaron aquí periódicamente. Las instituciones educativas se reabastecieron con un instituto de maestros, 6 gimnasios, 5 escuelas, 2 teológicas, 6 zemstvo, 27 iglesias-parroquia y 19 escuelas judías, 5 clubes y 8 bibliotecas, 4 imprentas y 2 editoriales, el Museo de Historia Natural del Zemstvo provincial de Poltava, una rama de la Sociedad de Música Rusa con su propia orquesta sinfónica y escuela de música. La Comisión de Archivo Científico y el Comité Arqueológico de la Iglesia trabajaron activamente en Poltava. La actividad de quizás el zemstvo provincial de Poltava más progresista en Ucrania se hizo ampliamente conocida.

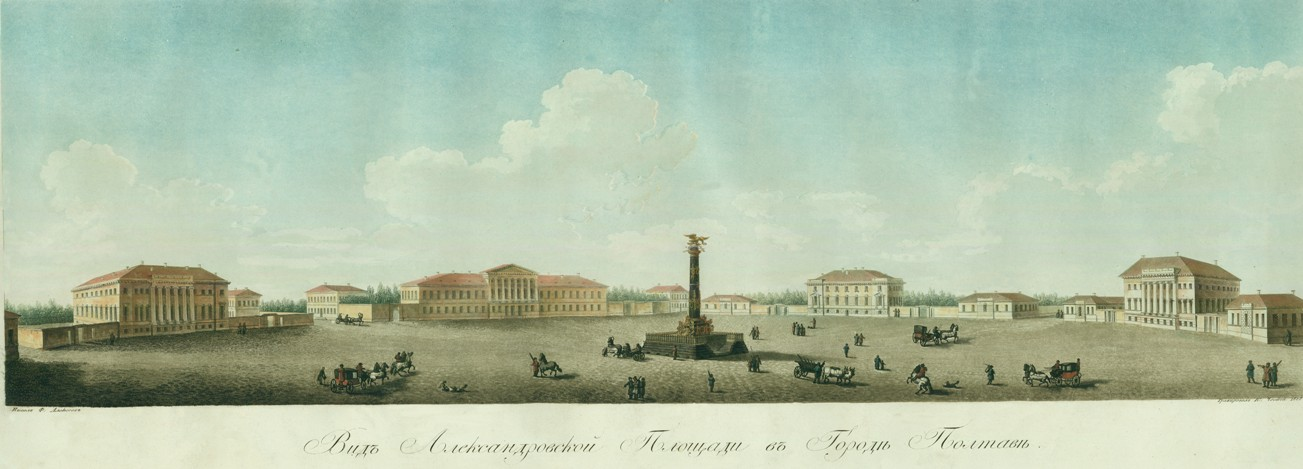
Plaza de Aleksandrivsk, año 1800

La rica base cultural contribuyó al desarrollo del pensamiento ideológico y político de Ucrania. El círculo secreto «Unión» en 1874-75, formuló un objetivo político, el logro de la independencia nacional de Ucrania, que fue heredado por sus sucesores. Unidos en comunidades libres, los intelectuales de Poltava, junto con personas afines de Kiev, Nizhyn y Járkov, formaron el Partido Revolucionario Ucraniano en 1900. De allí surgieron la mayoría de los cuadros políticos de la revolución ucraniana de 1917-1920. Fue el discurso en Poltava del ideólogo de la Mikhnovsky con el panfleto «Ucrania independiente» que tuvo una influencia decisiva en el futuro político del entonces joven residente de Simón Petliura. La inauguración de un monumento a Kotlyarevsky en 1903 unió a la intelectualidad líder de Ucrania en Poltava, mientras que la prohibición administrativa de hablar en el idioma ucraniano revolucionó el sentimiento público.

## Geografía
La ciudad está ubicada en las tierras bajas del Dniéper, a ambas orillas del río Vorskla. Uno de los afluentes del río, Kolomak, desemboca en él dentro de la ciudad. Dentro de la ciudad hay varios pequeños lagos naturales y muchos estanques artificiales. El relieve de la ciudad es en su mayoría uniforme, a una distancia de 1,5 km del río hay un fuerte descenso (la orilla derecha del Vorskla, en la que se encuentra la ciudad, es más empinada, la altura de las colinas alcanza los 80-100 m en relación con el nivel del río).
La ubicación geográfica de Poltava es bastante favorable y a lo largo de la historia ha influido significativamente en el desarrollo de la ciudad. La ciudad está ubicada en importantes rutas de transporte y proporciona comunicación entre las ciudades más grandes de Ucrania: Kiev, Járkov y Dnipró.
La mayor parte de la región (hasta el 70%) está ocupada por chernozems típicos y ordinarios con humus bajo y medio. En el sur de la región, se desarrollan suelos salinos de chernozem y suelos salinos profundos de pradera-chernozem en un complejo con marismas. En el norte, grandes áreas tienen bosques grises y suelos de turberas. La vegetación natural esteparia casi no se ha conservado aquí.

### Clima
En general, el clima de la ciudad es moderadamente continental con inviernos fríos y veranos cálidos (a veces calurosos). La temperatura media anual es de 7,6 °C, la más baja en enero (-6,6 °C) y la más alta en julio (20,1 °C).

## Demografía
| 1775   | 1802   | 1840    | 1851    | 1897    | 1913    |
| ------ | ------ | ------- | ------- | ------- | ------- |
| 7527   | 7975   | 15 521  | 20 819  | 53 703  | 64 200  |
| 1923   | 1926   | 1939    | 1959    | 2001    | 2020    |
| 84 580 | 89 391 | 128 456 | 143 097 | 317 998 | 284 621 |

La invasión rusa de Ucrania provocó una nueva oleada de ucranización en la ciudad, en la que cada vez más personas optaron por hablar ucraniano. Según una encuesta realizada por el Instituto Republicano Internacional en abril-mayo de 2023, el 75 % de la población de la ciudad hablaba ucraniano en casa, y el 12 % hablaba ruso.

## Ciudades hermanadas
- Veliko Tarnovo (Bulgaria)
- Filderstadt (Alemania)
- Leinfelden-Echterdingen (Alemania)
- Ostfildern (Alemania)
- Irondequoit (Estados Unidos)
- Baránavichi (Bielorrusia)